# Alexeï Kossonogov
Alexei Ivanovich Kossonogov est un footballeur (attaquant) russe né le 30 mars 1982 à Vyksa et mesurant 1,80 m pour 72 kg.

## Biographie
Il commence sa carrière au Metallourg Vyksa puis joue au Kareda Kaunas en Lituanie. En 1999, il intègre le centre de formation des Girondins de Bordeaux puis signe un contrat professionnel avec le club.
Barré par une forte concurrence, il n'arrive pas à s'imposer aux Girondins et il est alors prêté à l'US Créteil-Lusitanos (Ligue 2) en 2002, où il inscrit 2 buts en 20 matchs. De retour à Bordeaux à la fin de la saison, il ne joue qu'avec l'équipe réserve et retourne en Russie, au Spartak Kostroma, en 2006.
Lors de l'été 2006, il signe à Tours. Ne réussissant jamais à s'imposer dans l'effectif tourangeau, il se voit même écarté de l'équipe. Il résilie alors à l'amiable son contrat en décembre de la même année et retourne jouer dans son pays natal.

## Carrière
- 1997 :  Metallourg Vyksa
- 1997-1999 :  Kareda Kaunas
- 1999-2001 :  Girondins de Bordeaux
- 2002-2003 :  US Créteil-Lusitanos
- 2003-2005 :  Girondins de Bordeaux
- 2006 :  Spartak Kostroma
- 2006 :  Tours FC
- 2007-2008 :  FK Riazan
- 2008 :  Volga Oulianovsk
- 2009- janv. 2011 :  Metallourg Vyksa
- janv. 2011- janv. 2012 :  Spartak Tambov
- janv. 2012- :  Metallourg Vyksa

## Palmarès
- Champion de Lituanie en 1998 avec le Kareda Kaunas